# .mil
.mil je generička internetska domena. koja se dodjeljuje isključivo internetskim stranicama vojnih snaga Sjedinjenih Američkih Država. Jedna je od najstarijih najviših internet domena i u upotrebi je od 1985. godine.

## Vanjske poveznice
- Popis najviših domena, na iana.org